# 鈴木亮 (歴史学者)
鈴木 亮（すずき りょう、1924年 - 2000年1月）は、日本の歴史教育者。
中国・大連生まれ。東京大学文学部東洋史学科卒業。東京都立町田高等学校などで世界史を教える。その後、和光大学と学習院大学で歴史教育や外国史を教えた。
1963年に出版された『現代高校生気質 われら劣等生』は、1965年に松竹により『われら劣等生』の題名で映画化された。

## 著書
- 『現代高校生気質 われら劣等生』三一新書、1963
- 『世界史学習の方法』岩崎書店、1977
- 『大きなうそと小さなうそ 日本人の世界史認識』ほるぷ出版 ほるぷ現代ブックス、1984
- 『世界史の授業 ちからを伸ばす』日本書籍、1987
- 『もっと知りたい日本の現代史 第一次世界大戦から湾岸危機まで』ほるぷ出版 ほるぷ150ブックス、1991
- 『日本からの世界史』大月書店、1994

### 共編著
- 『歴史教育の資料と扱い方』加藤文三,吉村徳蔵共著 大村書店、1965
- 『高校生の生活と証言』吉田悟郎共編 太平出版社、1968
- 『平和にたいする罪 写真集=第二次世界大戦』吉村徳蔵共編 太平出版社、1989
- 『世界の国ぐにの歴史、14　中国』二谷貞夫,鬼頭明成共著 岩崎書店、1991　「中・高校生のための中国の歴史」平凡社ライブラリー
- 『日本の子どもたち 近現代を生きる 写真・絵画集成 2、15年戦争のなかで、1931〜1945』歴史教育者協議会共編 日本図書センター、1996
- 『写真記録東南アジア 歴史・戦争・日本 5 ベトナム・ラオス・カンボジア』古田元夫共編著、ほるぷ出版、1997
- 『写真記録東南アジア 歴史・戦争・日本、1 フィリピン・太平洋諸国』早瀬晋三共編著、ほるぷ出版、1997
- 『これならわかる世界の歴史Q&A』1－3 三橋広夫、中山義昭、石出みどり共著、大月書店、2000

## 参考
- セブンネット